# Worms (игра, 1995)
Worms (с англ. — «Червяки») — компьютерная игра в жанре артиллерийской пошаговой стратегии, разработанная студией Team17 и изданная компанией Ocean Software для компьютеров Amiga в 1995 году. Это первая часть серии Worms. Игра впоследствии была портирована на множество игровых платформ нескольких поколений.
Игровой процесс в Worms заключается в противостоянии команд червяков. Игрок должен управлять одной из таких команд, уничтожая другие с помощью разнообразного оружия. В игре реализовано полностью разрушаемое окружение, редактор настроек игры и команд червяков. При создании игры разработчики брали идеи и основы игрового процесса из других пошаговых стратегий того времени, в частности, Scorched Earth.
Worms была разработана Энди Дэвидсоном, сначала известная под названием Total Wormage, но позже ставшая коммерческой игрой. Worms получила положительные отзывы критиков. Игру хвалили за увлекательный игровой процесс, высокое качество графики и звуковые эффекты, но иногда критиковали управление.

## Геймплей
Worms выполнена в двухмерной графике. Игровой процесс подобен другим играм жанра артиллерии, таким как Scorched Earth и Tank Wars. Игрок управляет командой из четырёх червяков. Целью игры является уничтожение вражеских команд. Игрок и компьютер ходят поочерёдно, используя различное оружие, при этом время хода команды ограничено. При попадании снаряда в червяка, у последнего отнимаются очки жизни, указанные над ним. Если очки жизни уменьшаться до нуля или если червяк падает в воду, он погибнет. Ландшафт в игре разрушается при попадании по нему из оружия, что оказывает влияние на ход игры.
В арсенале представлено большое количество оружия. Среди него есть как обычные базуки, гранаты и УЗИ, так и необычное оружие, такое как банановые бомбы и взрывающиеся овцы, обеспечившие Worms популярностью. Во время сражений с неба периодически падают ящики с оружием. В арсенале, помимо этого, представлены такие приспособления, как дрель и паяльная лампа, позволяющие взаимодействовать непосредственно с ландшафтом.
В настройках игры можно изменять оружие, которое игрок может использовать во время сражения, изменять команды червяков и настройки игрового процесса, такие как время хода команды и раунда, а также смотреть рекорды, заработанные во время сражений.

## Разработка и выход игры
Игра была первоначально создана Энди Дэвидсоном (англ. Andy Davidson) как элемент Блиц — соревнования на диалекте BASIC — AMOS, использующем графические возможности чипсета Amiga. Игру на данном этапе назвали Total Wormage (возможно, это намёк на «Total Carnage» — «Тотальная Резня»), но игра не выиграла соревнование. Дэвидсон послал игру некоторым издателям, но без успеха. После этого он представил игру на European Computer Trade Show, где у фирмы Team17 был стенд. Team17 сделала предложение Энди Дэвидсону, чтобы развить и издать его игру.
Впоследствии проект развился в полную коммерческую игру, переименованную в Worms, изначально доступную только для компьютеров Amiga. Графический и звуковой движок игры менее развиты, чем в более поздних играх серии. Ландшафт уровней случайно генерируется при помощи алфавитно-цифровой последовательности. Объекты и пейзажи выбираются перед началом миссии (лес, ад, Марс, горы и так далее). В игре используется песня «One of These Days», написанная группой Pink Floyd.
Из-за большой популярности игры её портировали на множество других игровых платформ, таких как DOS, Mega Drive, SNES, Jaguar, PlayStation, Saturn и Game Boy. Версии, выпущенные для IBM PC, в целом показывают более слабые графические эффекты по сравнению с Amiga и игровыми консолями, в которых намного реалистичнее эффекты оружия и окружающий среды. Версии для Amiga и игровых консолей более плавны за счёт отрисовки графики чипсетами, кроме того в версиях для Amiga присутствуют градиентные плейфилды в 16,5 миллионов цветов, отрисовываемые специальным чипом Amiga — коппером, которых нет ни в одной другой версии Worms.

### Пакеты расширений
Worms Reinforcements (с англ. — «Подкрепление червяков»), также известна как Worms+ — дополнение, которое было позже соединено с первоначальной игрой и выпущено под названием Worms United. Эта модификация была выпущена в 1996 году только для PC (MS-DOS). Она добавляла режим кампании и способность добавлять собственные уровни и звуки (это было уже доступно для версии под Amiga ранее).
Worms: The Director’s Cut (с англ. — «Червяки: Режиссёрская версия») — является единственным сиквелом для платформы Amiga в ряду игр жанра артиллерии, созданных Team17. Имеет полноцветную AGA графику в режиме HAM-8 (262144 цветов). В графическом отношении с ним не может сравниться ни одна из 2D-версий для IBM PC-совместимых ПК, имеющих 256-ти цветную VGA-графику. В этой версии было в наличии оружие, не замеченное ни в одной из игр Worms. Также в игре впервые появилось такое оружие, как Святая Ручная Граната и коровы, падающие с неба. Выпущена игра в 1997 году. Было продано около 5000 экземпляров.

## Оценки и мнения
Worms получила высокие оценки критиков. На сайте GameRankings версия для PlayStation имеет средний балл 90 %, для Saturn — 86,20 %, для Game Boy — 80 %, для PC — 76 %, а для Mega Drive — 40 %. Критики хвалили Worms в первую очередь за увлекательный игровой процесс и визуальный стиль. Игра стала коммерчески успешной.
Рецензент Стив МакГилл из журнала Amiga Format дал оригинальной версии Worms 90 баллов из 100 возможных. По мнению критика игра достойна быть настоящим хитом и увлечёт каждого игрока. Похвал также удостоился весёлый юмор.
Трент Варт из сайта GameSpot оценил версию для ПК на 7,6 баллов из 10. Обозреватель из достоинств отметил интересный игровой процесс и «фантастические» графику и звук. Среди недостатков игры Варт назвал неудобное управление.
Критик из Absolute Playstation оценил Worms в 90 баллов из 100. Рецензенту так понравилась игра, что он выразил мнение, что Worms станет классикой жанра. Высоких похвал обозреватель также удостоил игровой процесс и великолепную графику.
Electronic Gaming Monthly поставил версии для Saturn 86 баллов из 100. Критик назвал Worms весёлой и очень увлекательной игрой и высоко оценил многопользовательский режим. В итоге рецензент настоятельно рекомендовал поиграть в Worms.
Обозреватель из Nintendo Land оценил версию Worms для SNES в 91 баллов из 100. Из достоинств критик назвал весёлый игровой процесс и отличный юмор, но покритиковал контроль над оружием.
Версия для Mega Drive, напротив, была отрицательно оценена критиками. Рецензент из Sega-16.com поставил этой версии 4/10. Обозреватель раскритиковал версию для Mega Drive из-за урезанного геймплея и назвал игру «уймой потраченного впустую потенциала», добавив, что это жалкая попытка выжать денег, используя оригинальную концепцию игры.